# Удсон
Гильермо-Энрике-Удсон (исп. Guillermo Enrique Hudson), или сокращённо Удсон (исп. Hudson) — город в Аргентине в провинции Буэнос-Айрес. Часть агломерации Большой Буэнос-Айрес. Название города является испанским вариантом имени английского писателя Уильяма Генри Хадсона, родившегося и выросшего в этих местах.

## История
В XIX веке земли в этих местах принадлежали семье Годой. После того, как через них прошла железная дорога, соединившая Буэнос-Айрес с Энсенадой, здесь в 1875 году возникла железнодорожная станция «Годой».
В конце XIX века земли семьи Годой были разделены между сыновьями, и 12 блоков у железной дороги приобрёл родственник из города Барракас-аль-Сур, создавший на них поселение Вилья-Матильде. По мере роста города Кильмес оно стало его Кварталом № 6.
7 ноября 1930 года эти земли были выделены в отдельный город, названный в честь английского писателя Уильяма Генри Хадсона.
В 1960 году был образован муниципалитет Берасатеги, и город вошёл в его состав.